# Стоянка (сооружение)

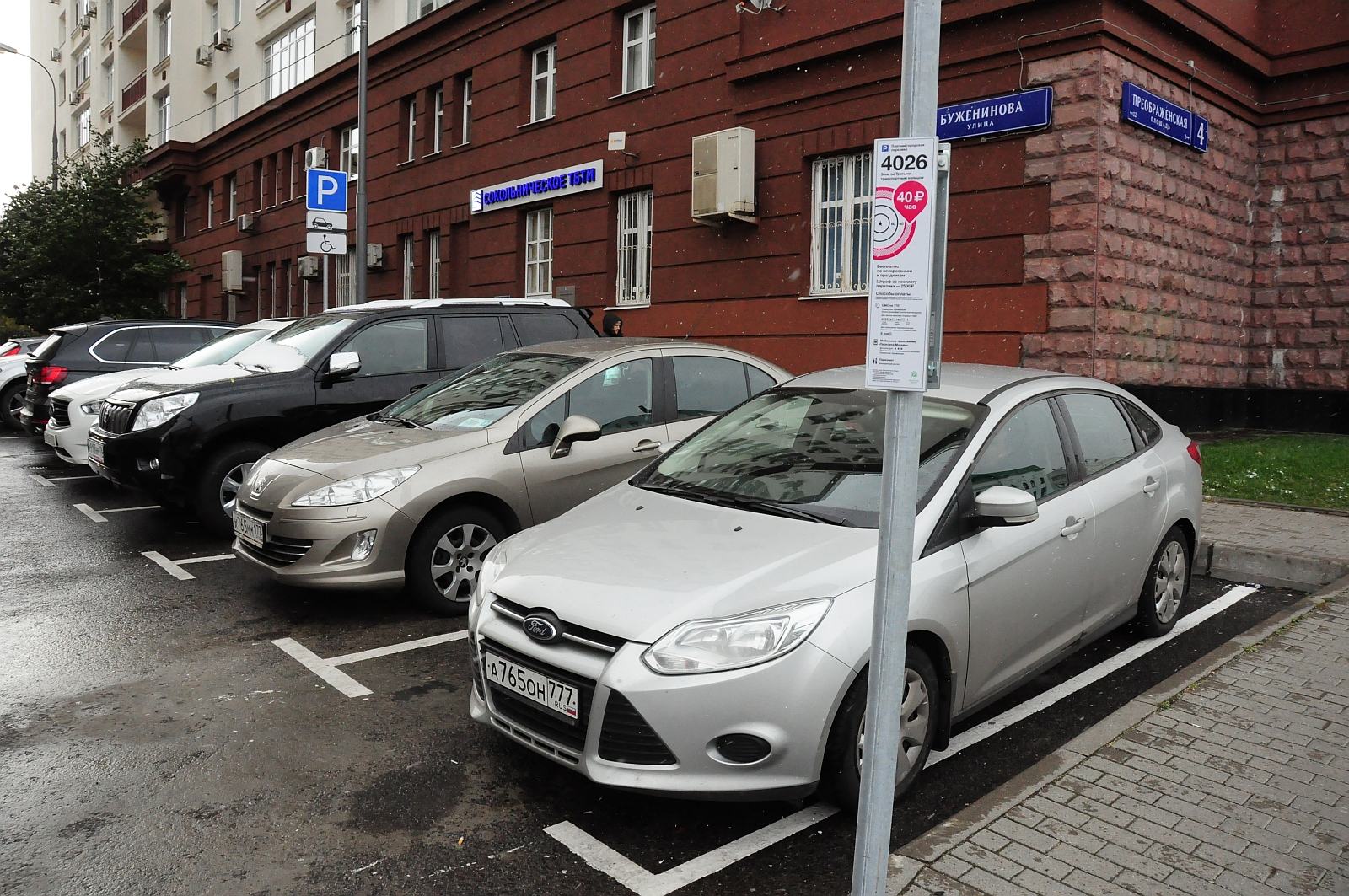
Платная стоянка в Москве.

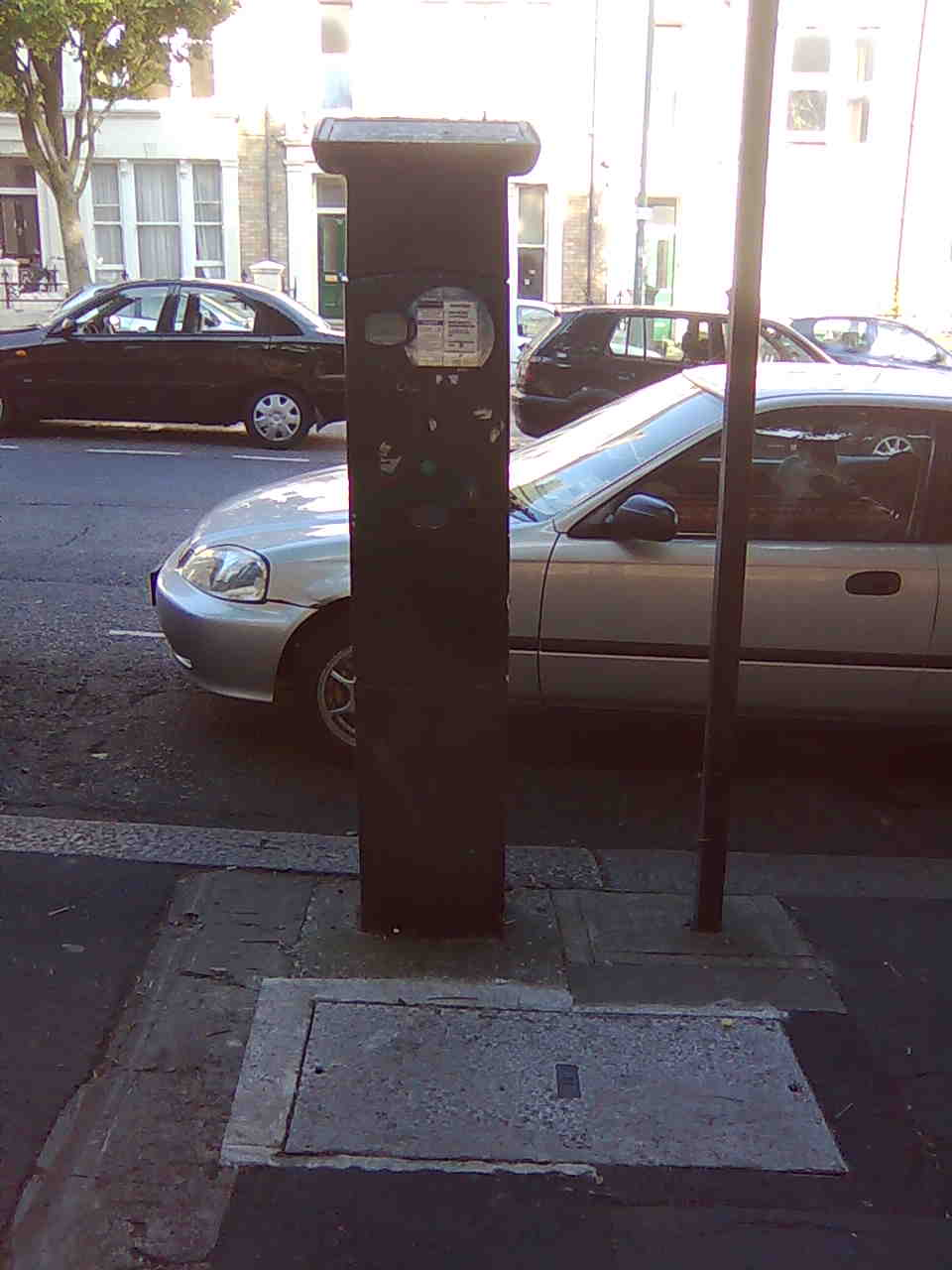
Автомат для оплаты стоянки автомобилей

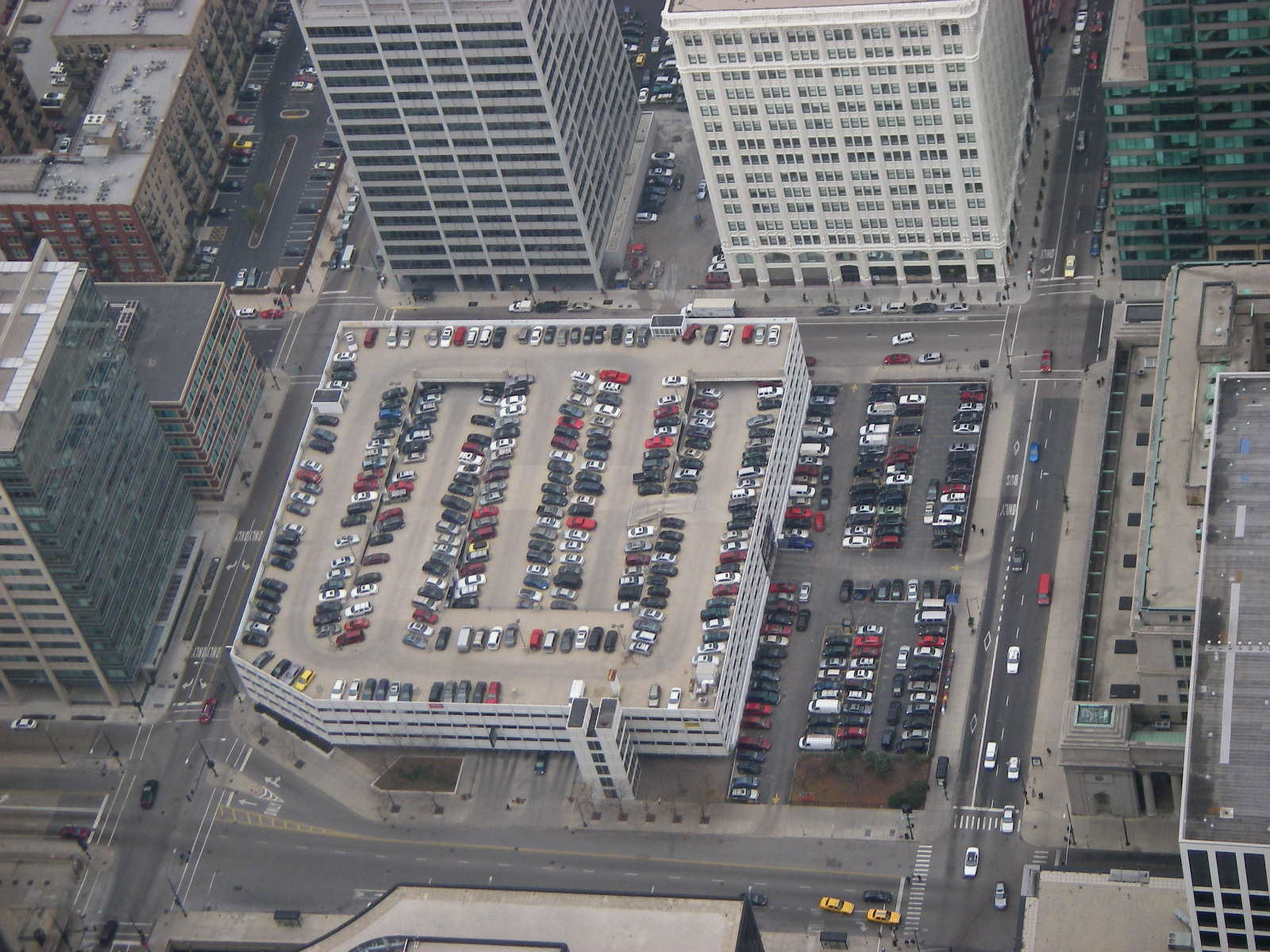
Парковочный комплекс в Чикаго, Иллинойс

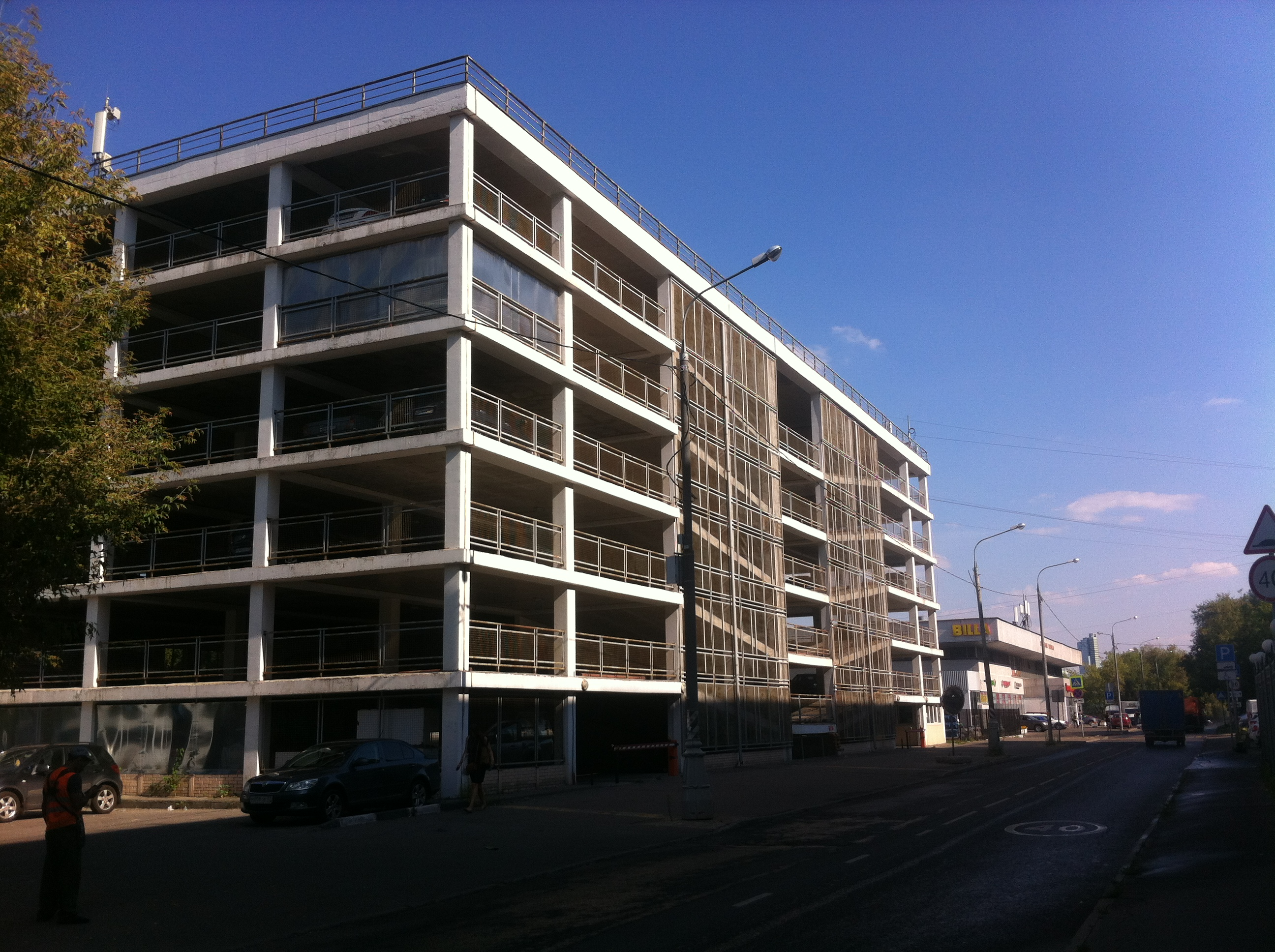
Многоэтажная стоянка в районе Сокольники г. Москва.

Стоянка (другие названия: автостоянка, паркинг, парковка, гараж, карман) — здание, сооружение (часть здания, сооружения) или специальная открытая площадка, предназначенные для хранения (стоянки) транспортных средств, преимущественно автомобилей.

## Классификация

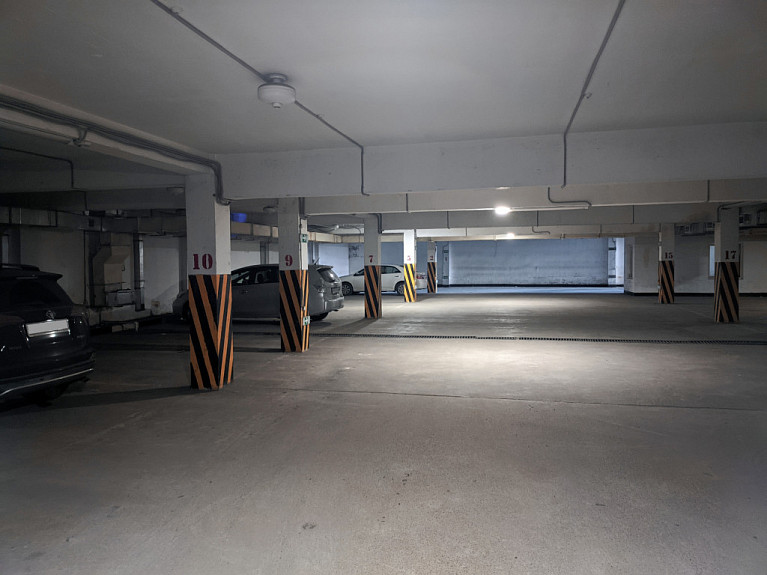
Подземная парковка в одном из торговых центров. Улан-Удэ, Бурятия

В общем виде классификацию стоянок можно представить следующим образом:
- По размещению в городской застройке:
  - в зоне объектов общегородского значения городской застройке (общественные, спортивные, культурные, торговые центры, вокзалы, аэропорты и др.);
  - в коммунальных и других нежилых зонах;
  - в жилой зоне, в том числе: районные, внутриквартальные, дворовые[3][4];
  - в зоне городского транспорта (площади, улицы, транспортные развязки, мосты).

- По длительности хранения:
  - постоянное хранение;
  - временное хранение;
  - сезонное хранение.

- По размещению относительно объектов другого назначения:
  - отдельно стоящие;
  - пристроенные;
  - встроенные;
  - комбинированные.

- По размещению относительно уровня земли
  - надземные;
  - подземные[5];
  - комбинированные.

- По этажности:
  - одноэтажные;
  - многоэтажные.

- По способу междуэтажного перемещения:
  - рамповые;
  - механизированные;
  - автоматизированные.

- По организации хранения:
  - манежные;
  - боксовые;
  - ячейковые;
  - комбинированные.

- По типу ограждающих конструкций:
  - закрытые;
  - открытые;
  - комбинированные.

- По условиям хранения:
  - неотапливаемые;
  - отапливаемые;
  - комбинированные.

## Экологические стоянки

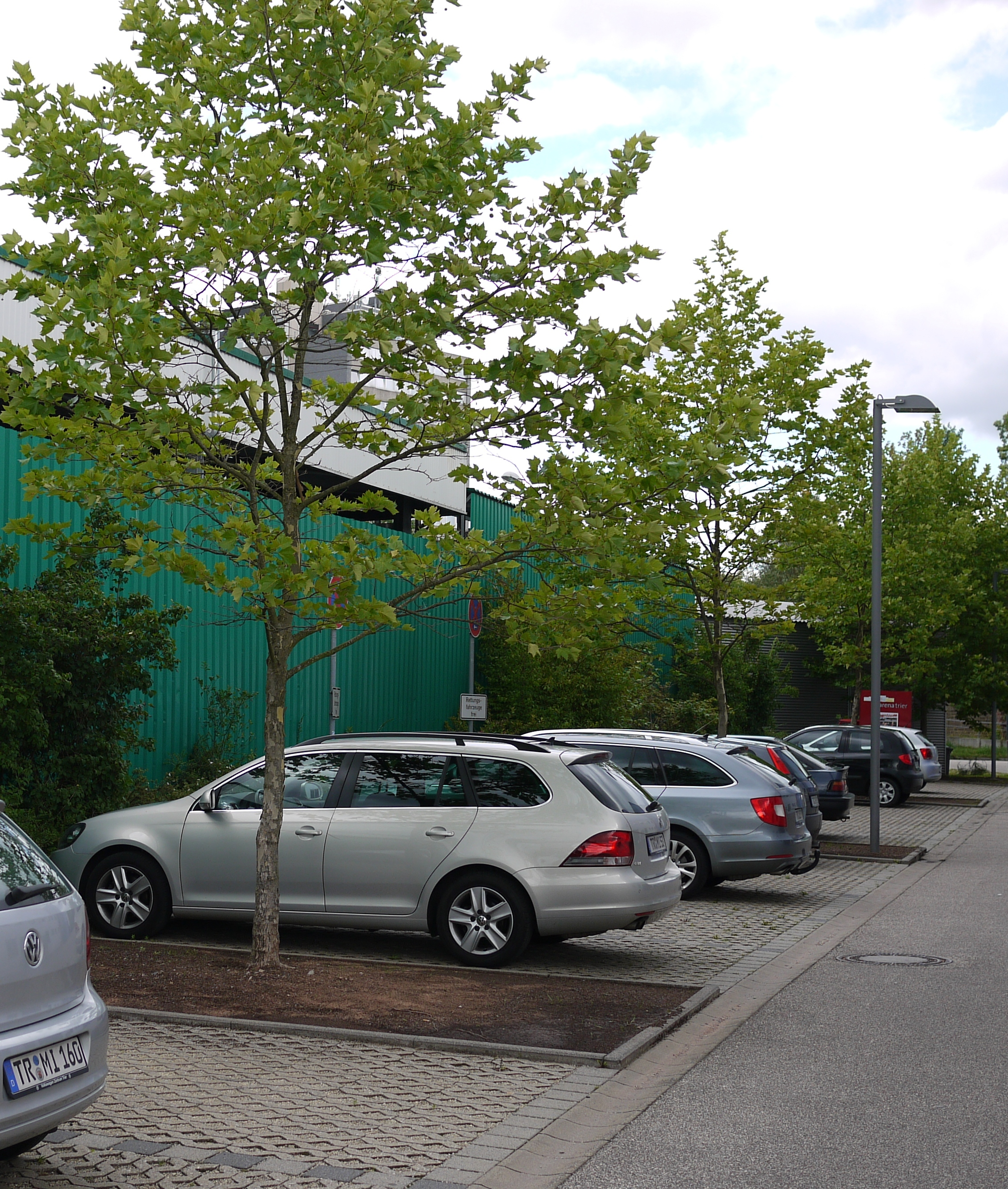
Экологическая стоянка с дренажным покрытием, высаженными деревьями и оградой из кустарника

Экологические стоянки (стоянки-газоны) — попытка создать стояночные места сохранив максимальное количество зелени. Применяются в городах в связи с высокой плотностью транспорта и нехваткой свободных мест для его хранения.
Польза экологических стоянок состоит в том, что трава и кусты дают кислород, регулируют влажность воздуха и удаляют из него пыль. Взрослые деревья своими кронами закрывают автомобили от прямых солнечных лучей, предотвращая их перегрев. Дренажное покрытие отводит воду с поверхности, предотвращая появление бурных потоков во время дождя.